# Lac Gabet
Lac Gabet är en sjö i Kanada.   Den ligger i regionen Mauricie och provinsen Québec, i den sydöstra delen av landet, 250 km nordost om huvudstaden Ottawa. Lac Gabet ligger 374 meter över havet. Arean är 0,11 kvadratkilometer. Den ligger vid sjön Lac du Caribou.
I omgivningarna runt Lac Gabet växer i huvudsak blandskog. Runt Lac Gabet är det mycket glesbefolkat, med 4 invånare per kvadratkilometer.